# Benoît Giasson
Benoît Giasson (né le 4 décembre 1964 à Montréal) est un escrimeur canadien.
Il a participé aux épreuves de fleuret aux Jeux olympiques d'été de 1988 et de 1992.